# Oranjemarsen

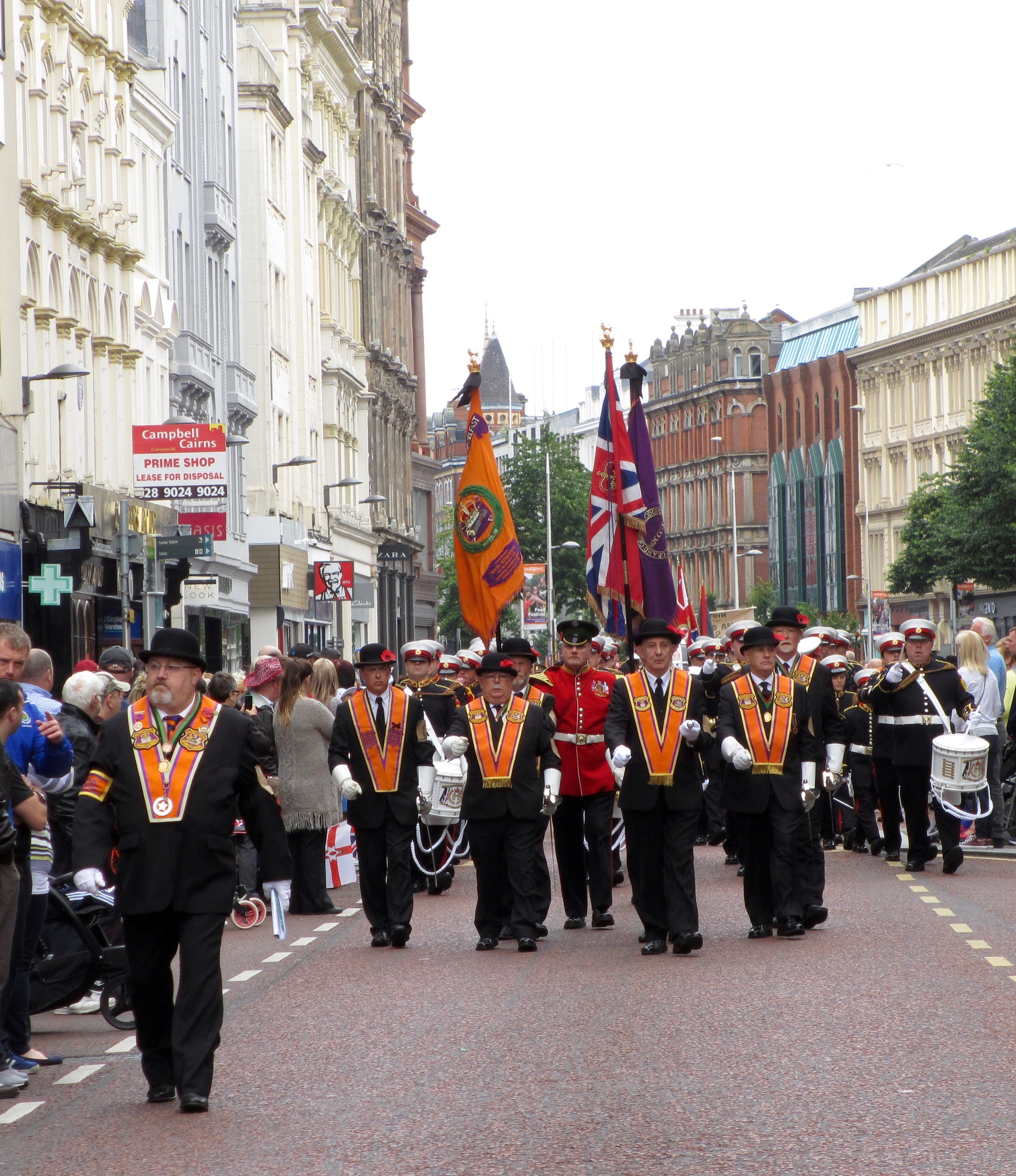
Oranjemars in Belfast, 2016

De Oranjemarsen is een reeks van parades die jaarlijks wordt gehouden door de Oranjeorde in het Noord-Ierse/Ierse Ulster. Deze worden vaak rond de periode van 12 juli gehouden want op deze dag werd koning Jacobus II van Engeland verslagen door Willem III van Oranje bij de Slag aan de Boyne in 1690. Hoewel de media vaak de term "mars" of "parade" gebruiken, spreekt de Orde liever over "de Oranjewandeling of demonstratie". De marsen krijgen vaak kritiek vanuit katholieke hoek in Ierland.

## Het 'marsseizoen'
Het 'marsseizoen' verwijst vaak naar de maanden april en augustus in Noord-Ierland. De groepen die actief deelnemen aan de marsen zijn de Ancient Order of Hibernians, de Apprentice Boys en de Oranjeorde. De Oranjeorde is vaak een actievere deelnemer aan deze marsen dan de andere groeperingen. Op 12 juli houdt ieder district een 'wandeling' bestaande uit alle groepen en loges uit de regio. In meeste districten varieert de locatie van de marsen van jaar tot jaar. De enige grote 'wandeling' buiten 12 juli is die op de laatste zondag van oktober. Op deze dag vieren de groeperingen en de loges reformatiedag door een 'wandeling' richting de kerk.
Sommige marsen zijn herdenkingen van historische gebeurtenissen. Enkele marsen herinneren aan de deelname van de 36ste Ulsterse divisie in de Slag aan de Somme. Reformatiedagparades worden gehouden ter ere van Maarten Luther die zijn 95 punten vastgenageld had aan de kerk van Wittenberg.